# Lycée Louis-Liard
Le lycée Louis-Liard est un lycée situé sur le territoire de la commune de Falaise dans le département français du Calvados et la région Normandie.

## Localisation
Le lycée est situé 13 rue Saint-Jean à Falaise.

## Historique
Falaise se voit dotée d'un collège au début du XIXe siècle, en 1803 et installé dans la vaste enceinte du château de Falaise.
De nouveaux locaux sont édifiés dans les années 1880 et inaugurés par Louis Liard en 1885.
L'édifice est détruit pendant les combats de la Bataille de Normandie, comme une grande partie de la ville qui perd les 2/3 de son bâti.
Le nouveau lycée est bâti dans l'ancien quartier Saint-Jean par les architectes Léon Rème et Pierre Dureuil et inauguré en 1953 par le ministre André Marie.
D'autres bâtiments sont édifiés entre 1958 et 1970. Michel Fauconnier et Yvonne Guégan conçoivent les œuvres d'art de l'établissement.
L'établissement, auparavant cité scolaire, est scindé entre un lycée et un collège en 1980.
Les façades et les toitures font l'objet d'une inscription au titre des monuments historiques depuis le 16 août 2010.